# Tadeusz Rybak
Tadeusz Rybak (* 7. November 1929 in Milanówek; † 7. März 2017 in Legnica) war ein polnischer Geistlicher und römisch-katholischer Bischof von Legnica (Liegnitz).

## Leben
Tadeusz Rybak besuchte die Volksschule und das Gymnasium seiner Heimatstadt Milanówek und trat nach dem Abitur 1948 in das Priesterseminar des Erzbistums Breslau ein. Der Weihbischof in Kielce, Franciszek Sonik, spendete ihm am 2. August 1953 die Priesterweihe. Vier Jahre arbeitete er in der Gemeindepastoral und begann 1957 ein Studium der Theologie an der Katholischen Universität in Lublin, wo er auch 1962 zum Dr. theol. promoviert wurde.  Er lehrte von 1962 bis 1977 Dogmatik am Priesterseminar in Breslau, dessen Prorektor er war. Er war Mitglied der Kommission für den Klerus, des Pastoralrats und der Liturgie-Kommission des Erzbistums. 1969 erfolgte die Ernennung zum Päpstlichen Ehrenkaplan (Monsignore).
Papst Paul VI. ernannte ihn am 28. April 1977 zum Weihbischof in Breslau und Titularbischof von Benepota. Die Bischofsweihe spendete ihm der Erzbischof von Breslau, Henryk Roman Gulbinowicz, am 24. Juni desselben Jahres; Mitkonsekratoren waren Władysław Miziołek, Weihbischof in Warschau, und Józef Marek, Weihbischof in Breslau. Sein Wahlspruch lautete: Per Christum in Spiritu ad Patrem („Durch Christus im Geist zum Vater“).
Er war Generalvikar des Erzbischofs Gulbinowicz, Mitglied des Metropolitankapitels (1978) und Dompropst (1982). In der Polnischen Bischofskonferenz war er Vorsitzender der Liturgiekommission für den Klerus und das Laienapostolat.
Papst Johannes Paul II. ernannte ihn am 25. März 1992 zum ersten Bischof des neugegründeten Bistums Liegnitz. Am 24. Mai 1992 wurde er in der Kathedrale St. Peter und Paul in sein Bistum eingeführt.
Am 19. März 2005 nahm Papst Johannes Paul II. seinen altersbedingten Rücktritt an. Seit 2003 war er Ehrenbürger von Legnica (Liegnitz).